# Teodora Armena
Teodora, detta anche Teodora II o Teodora Armena (in greco Θεοδώρα?; 815 circa – dopo l'867), è stata Basilissa dei Romei (Imperatrice d'Oriente) come moglie dell'Imperatore bizantino Teofilo e reggente dell'Impero Bizantino dall'842 all'855 per suo figlio Michele III. È venerata come santa della Chiesa ortodossa per la sua politica contraria a iconoclasti e pauliciani.

## Biografia

### Origini familiari e gioventù
Teodora nacque intorno all'815, a Ebissa, in Paflagonia. Era figlia del droungarios e tourmarches Marinos, che si spense poco prima dell'830, e di Teoctista Florina. Teodora aveva due fratelli (Bardas e Petronas) e tre sorelle (Sofia, Maria e Irene). Irene avrebbe sposato in seguito l'eminente generale Teofobo.
Si ritiene che la famiglia rurale paflagone di Teodora fosse di origini armene, benché nessuna fonte coeva la descriva come un'armena. Anche se una connessione tra la famiglia di Teodora e il clan nobiliare armeno dei Mamikoniani è stata proposta in passato, non vi sono elementi a sufficienza a supporto di tale tesi. In ogni caso, la famiglia di Teodora aveva stretto dei legami con alcune famiglie armene presenti nella capitale. Era nipote di Manuele l'Armeno, un importante generale bizantino che nell'819/820 era stato per breve tempo posto al comando di tutti i cinque themata asiatici dell'impero. Non è da escludere che la famiglia fosse coinvolta nei traffici commerciali con il Mar Nero, dal momento che possedevano navi adibite al commercio. Non è chiaro se la famiglia di Teodora, se si eccettua lo zio Manuele, fosse illustre prima che diventasse imperatrice.

### Matrimonio

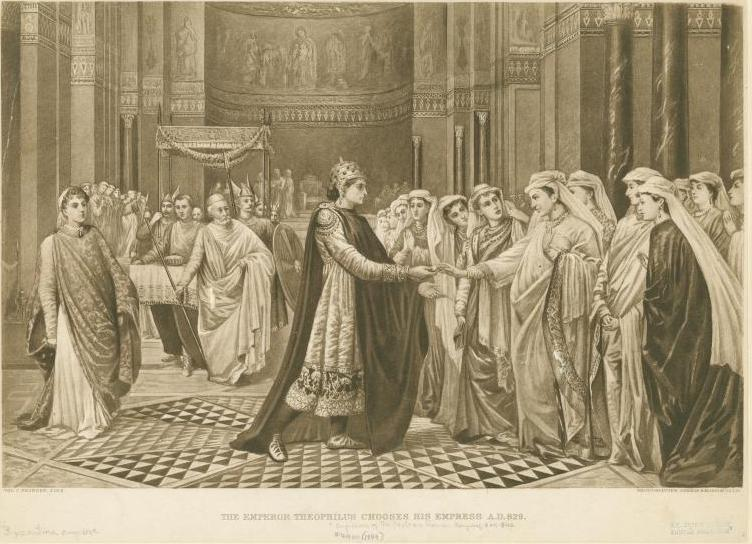
Raffigurazione del XIX secolo dell'imperatore Teofilo alla sfilata delle spose organizzata dalla matrigna Eufrosina, scegliendo Teodora come sua moglie

Nell'830, Eufrosina, la matrigna dell'imperatore Teofilo, organizzò una sfilata delle spose per il giovane imperatore, selezionando personalmente delle fanciulle dopo aver inviato dei messi affinché conducessero a Costantinopoli le donne più belle e di buona nascita che fossero riusciti a trovare nelle province; Teodora fu tra le selezionate. Teofilo era nato nell'812/813 ed era stato incoronato co-imperatore dal padre Michele II nell'821, diventando imperatore effettivo nell'829 alla morte del padre. Aderiva all'iconoclastia, che era stata ripristinata dall'imperatore Leone V, il predecessore del padre.
Teofilo radunò le candidate nella cosiddetta "Sala della Perla", un salone grandioso, di nuova costruzione, del palazzo imperiale. Fu stabilito che l'imperatore avrebbe dato una mela d'oro alla ragazza scelta. Secondo il tardo cronista Simeone Logoteta, Teofilo in un primo momento era stato colpito dalla bellezza di Kassia (diventata in seguito una poetessa e compositrice importante), e le aveva detto cinicamente che "tutto il male ci viene dalla donna" (alludendo a Eva). Questo commento, considerato inopportuno da Judith Herrin, portò Kassia a rispondere che "è anche dalla donna che ci viene tutto il bene possibile" (alludendo alla Vergine Maria). La risposta audace di Kassia indusse Teofilo a scartarla e a porgere la mela a Teodora. Secondo Warren Treadgold, Teodora era bella, giudiziosa e flessibile, e fu una buona scelta, ma ritiene che Teofilo, almeno inizialmente, fosse ignaro che la propria sposa fosse iconofila esattamente come Eufrosina. Teodora fu incoronata imperatrice nella Chiesa di Santo Stefano in Daphne il 5 giugno 830 e la coppia si sposò a Hagia Sophia.

### Imperatrice consorte

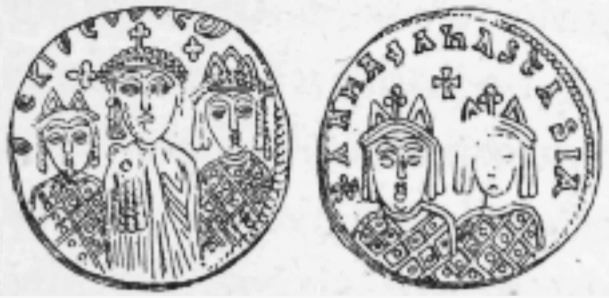
Una moneta inusuale emessa sotto Teofilo: l'imperatore è raffigurato sul dritto, affiancato da Teodora (a destra) e da loro figlia Tecla (a sinistra). Il rovescio raffigura le figlie minori Anna (a sinistra) e Anastasia (a destra).

Dopo la sua incoronazione, Teodora donò 15 libbre (7 kg) di oro ciascuno al Patriarca di Costantinopoli e al clero, e 50 libbre (23 kg) al senato bizantino. Molto del tempo passato da Teodora come imperatrice consorte fu trascorso partorendo e prendendosi cura dei figli. Teofilo e Teodora ebbero sette figli: i maschi Costantino e Michele (il futuro imperatore Michele III) e le femmine Tecla, Anna, Anastasia, Pulcheria e Maria. Costantino, per breve tempo co-imperatore, annegò in una cisterna di palazzo a soli due anni. A differenza di molti imperatori, Teofilo si mostrò molto orgoglioso delle sue figlie. Tecla, Anna e Anastasia erano le maggiori in età, e furono tutte proclamate Augustae alla fine degli anni trenta del IX secolo e commemorate su un'emissione di monete alquanto caratteristica, raffigurante Teofilo, Teodora e Tecla sul dritto e Anna e Anastasia sul rovescio. Costantino era il quartogenito, nato prima delle sorelle Pulcheria e Maria. Michele era l'ultimogenito.
Nel corso del regno di Teofilo, sembrerebbe che Teodora avesse continuato a venerare segretamente le icone malgrado la disapprovazione del marito. Non è chiaro fino a quanto si fosse spinta nella sua venerazione, né fino a che punto Teofilo ne fosse consapevole. Potrebbe essere riuscita a mantenere segreta la propria adorazione delle icone sfruttando il proprio diritto alla riservatezza quando si trovava nella parte del palazzo imperiale adibita alle donne. Se ne fosse consapevole, non è chiaro fino a che punto le contrapposte convinzioni religiose li dividessero a livello personale. A un certo punto riuscì a convincere il marito a liberare il pittore iconofilo incarcerato Lazzaro Zographos.

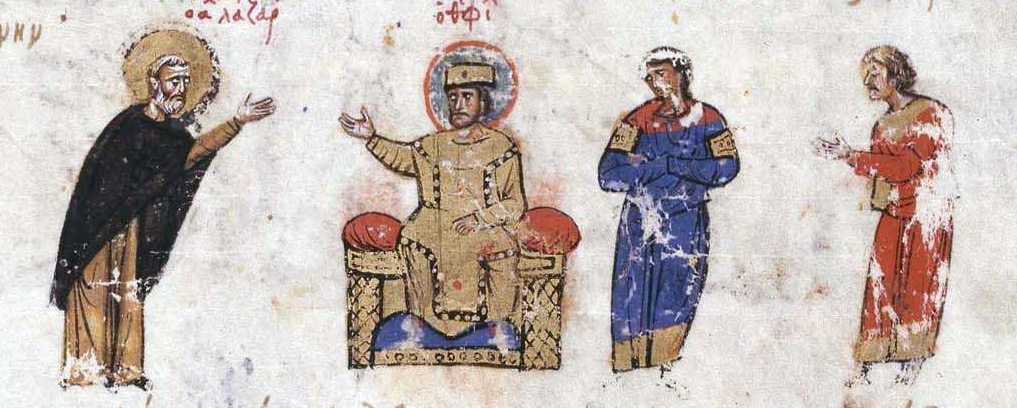
Teofilo mentre discute con il monaco iconofilo Lazzaro.

Le relazioni con il marito imperatore non furono sempre ottimali. Nell'839 Teodora scoprì che una delle sue assistenti era l'amante di Teofilo e rese pubblico il tradimento. Teofilo interruppe la relazione extraconiugale, si scusò con la moglie e, per farsi perdonare, fece edificare un nuovo palazzo, il Karianos, per le loro figlie. Secondo un racconto forse inventato, la coppia ebbe un litigio quando Teofilo notò una sontuosa nave mercantile ormeggiata al porto, chiese a chi appartenesse, e fu informato che la proprietaria era la propria moglie. Considerando le attività mercantili non consone alla dignità imperiale, Teofilo avrebbe espresso il proprio disappunto per il fatto che lui, un imperatore, fosse stato reso un mercante dalla moglie, e avrebbe poi fatto incendiare la nave insieme al carico.
La venerazione delle icone pose Teodora in contrasto con il marito in alcune occasioni. Spesso inviava le figlie al monastero in cui si era ritirata Eufrosina dopo il 830. In questo luogo, all'insaputa di Teofilo, alle figlie fu inculcata la venerazione delle icone. Anche se le figlie maggiori erano sufficientemente sveglie da non farne parola, nell'839 la figlia minore Pulcheria, che aveva appena due anni, raccontò al padre delle bambole custodite in una scatola nel monastero e di come le baciassero. Furioso, Teofilo proibì alle figlie di vedere Eufrosina e potrebbe anche aver costretto quest'ultima a lasciare il monastero. In ogni caso, i segreti insegnamenti iconofili di Teodora e Eufrosina ebbero l'effetto sperato; nessuno dei figli di Teofilo e Teodora divenne iconoclasta.

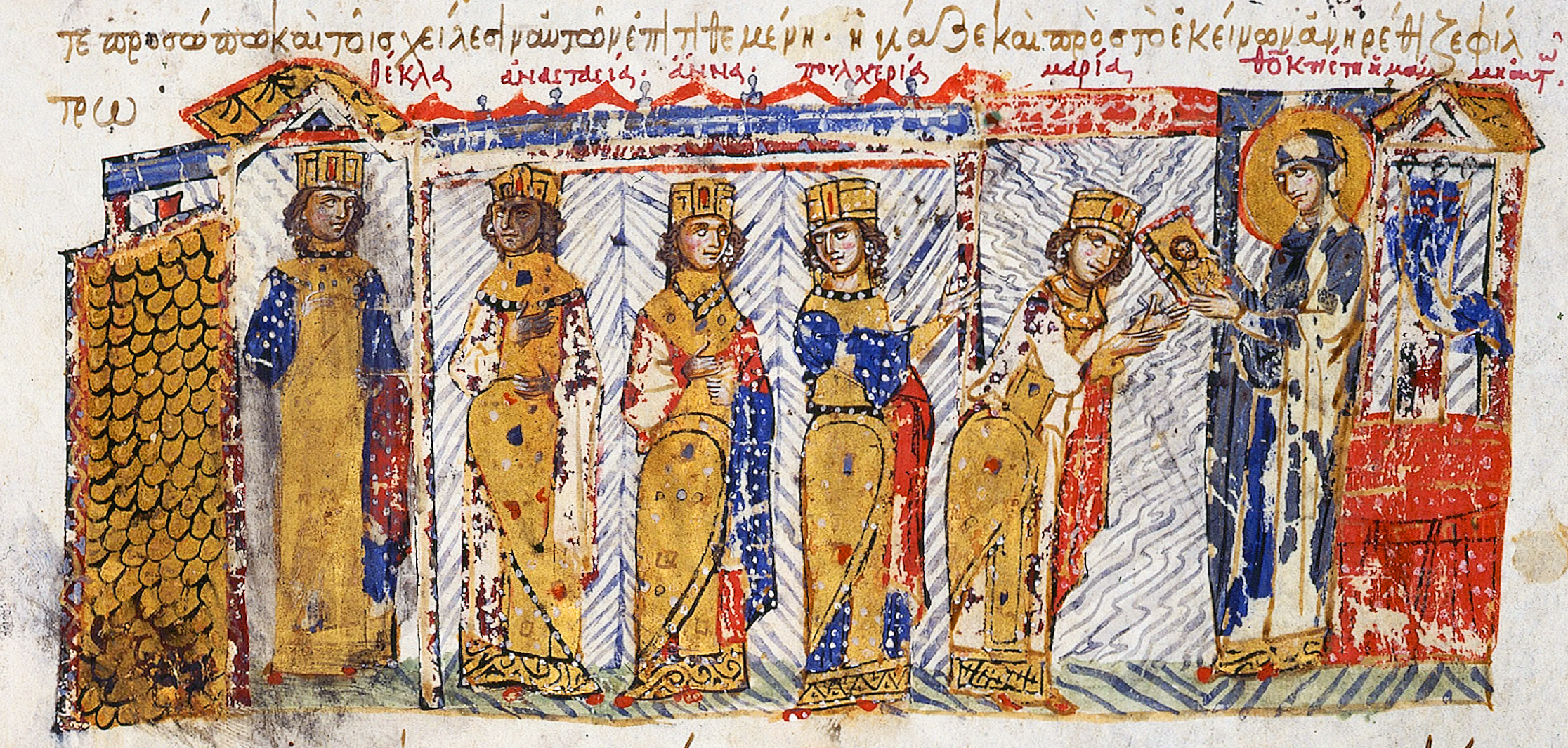
Le figlie di Teodora mentre vengono istruite nella venerazione delle icone da loro nonna Teoctista, dallo Scilitze di Madrid

Teodora presenziò a diverse cerimonie pubbliche insieme al marito. Benché avesse assistito a stento a tali cerimonie prima di diventare imperatrice, non vi sono prove che avesse mai commesso degli errori di procedura, forse perché aiutata da Eufrosina. Teodora prese parte, inoltre, alle celebrazioni dei successi militari conseguiti dal marito, apparendo insieme a Teofilo in occasione dei trionfi dell'831 e 837, oltre a prendere parte a un'accoglienza speciale per l'imperatore e i suoi generali a Hieria in seguito alla sua prima vittoria militare. Dopo circa venti anni di regno, Teofilo si spense di dissenteria il 20 gennaio 842, probabilmente aveva meno di 30 anni. Sul letto di morte, Teofilo aveva pronunciato un discorso eloquente ai propri cortigiani e ufficiali, implorando che difendessero i diritti della moglie e del figlio Michele III (che aveva due anni).

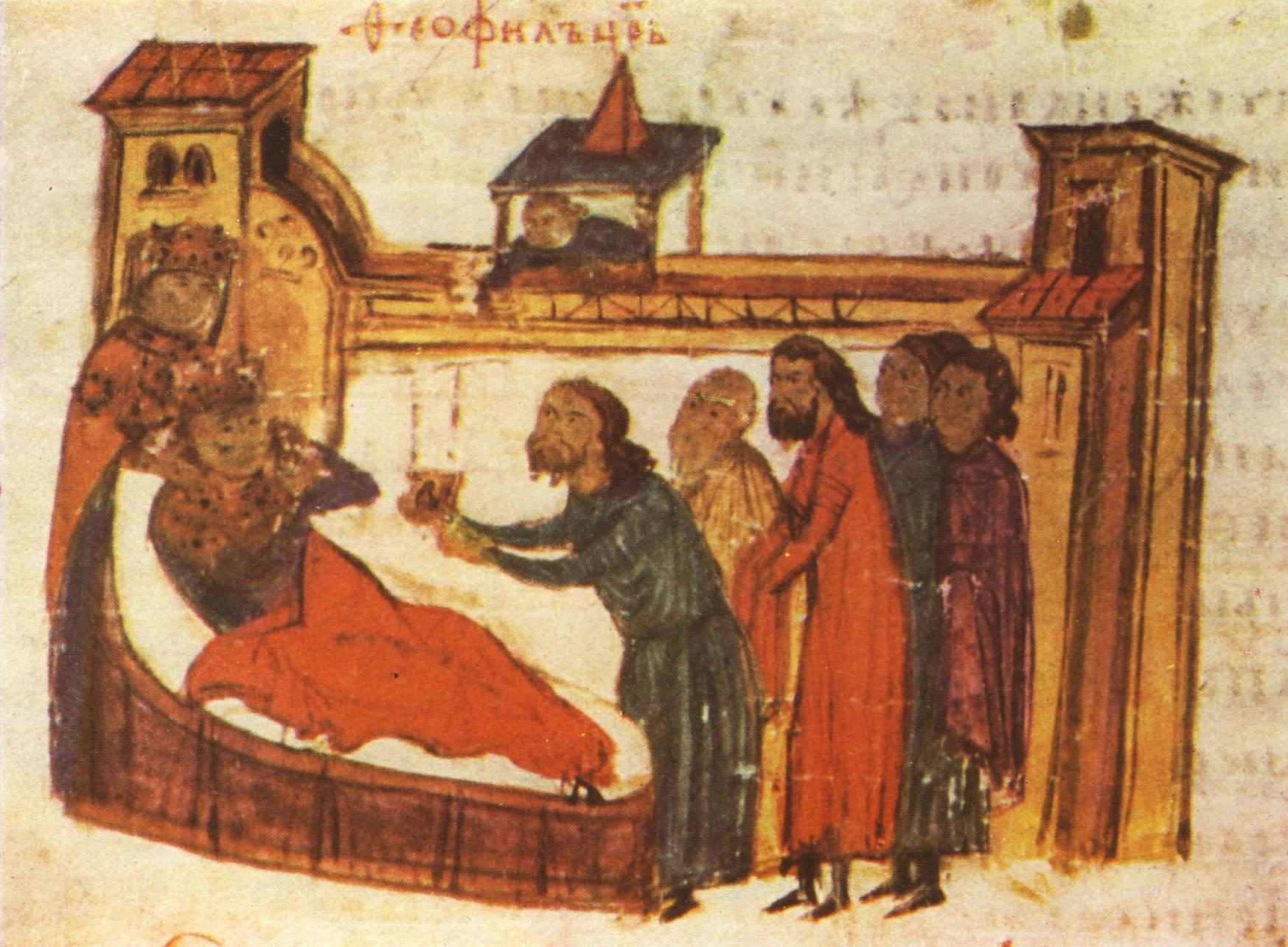
Teofilo mentre bacia un'icona poco prima della morte. Scena tratta dalla Cronaca di Manasse del XIV secolo.

### Reggenza

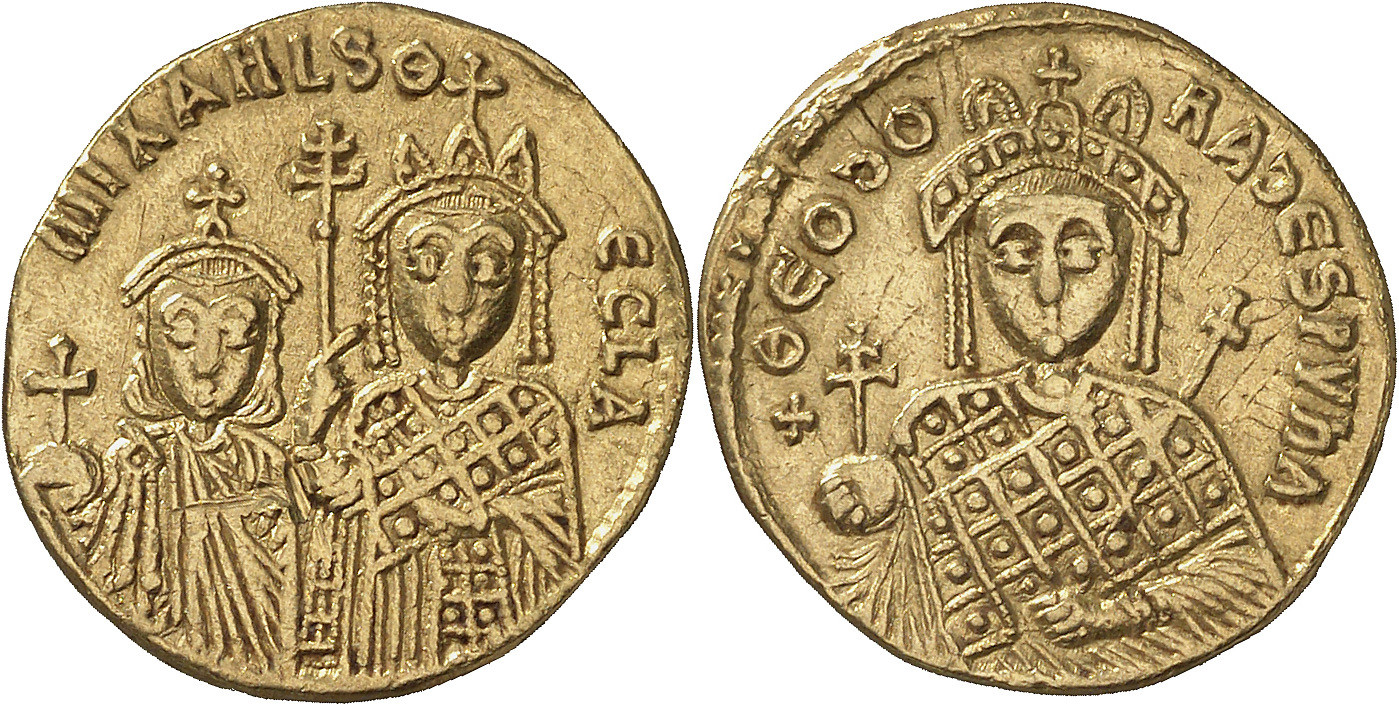
Moneta battuta durante il primo anno della reggenza di Teodora. Teodora è raffigurata da sola sul dritto mentre i figli Tecla e Michele III sono raffigurati sul rovescio.

Con la morte di Teofilo nell'842 si ripresentò una situazione analoga alla dipartita di Leone IV nel 780: un imperatore iconoclasta fu succeduto da un figlio minorenne posto sotto la reggenza della madre iconodula. A differenza della moglie di Leone IV, Irene, che arrivò a detronizzare il figlio Costantino VI per governare come imperatrice regnante, Teodora non fece uso di mezzi così drastici per mantenere il potere. Anche se aveva poco meno di trenta anni, aveva diversi consiglieri abili e leali e si dimostrò all'altezza. Teodora non si risposò, permettendole di mantenere la propria indipendenza e autorità.

Tra i consiglieri e sostenitori più importanti e influenti di Teodora vi erano i suoi fratelli Bardas e Petronas, il parente stretto Sergio Nicetiate, nonché il logoteta ed eunuco Teoctisto. Gran parte dei suoi consiglieri erano iconofili come lei, anche se alcuni (compreso Teoctisto) erano stati iconoclasti fino a qualche tempo prima. Teoctisto e forse Bardas erano stati assunti da Teofilo poco prima della morte affinché assistessero Teodora. Teofilo assunse anche Manuele, lo zio di Teodora, affinché la assistesse, ma potrebbe essere già deceduto a quel punto. Teofilo potrebbe aver ritenuto importante assumere tali ufficiali di esperienza affinché assistessero Teodora per via del precedente regno di Irene. Non vi sono prove che possano suggerire che fosse stato influenzato dalle convinzioni religiose di Teodora. Poco dopo aver assunto la reggenza, Teodora subì pesanti critiche da un asceta di nome Simeone, al quale avrebbe replicato, nell'atto di congedarlo, che gli avrebbe dimostrato con i fatti che avrebbe governato con mano ferma, facendo tesoro da ciò che aveva appreso dal marito.

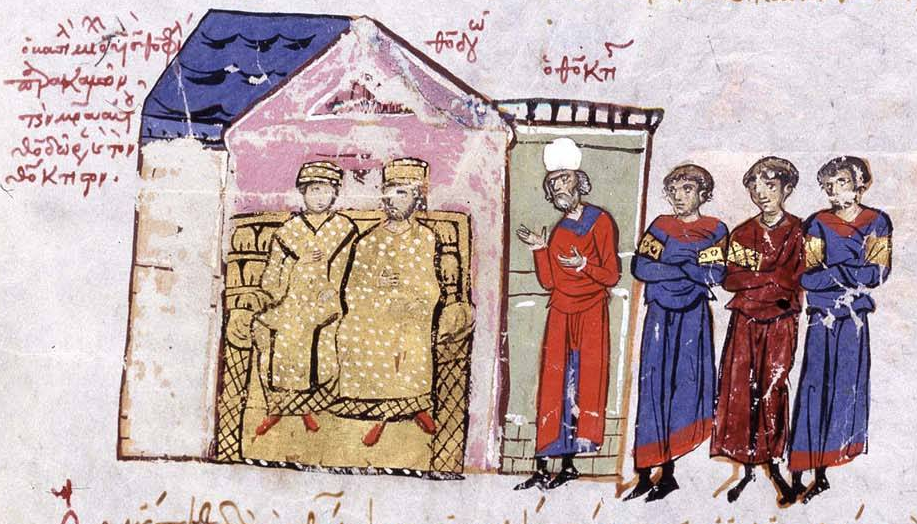
Michele III e Teodora con alcuni cortigiani, tra cui Teoctisto (raffigurato con un cappello bianco), dallo Scilitze di Madrid

La storiografia moderna è divisa sulla questione se Teodora fosse da considerare una reggente o un'imperatrice regnante. La Oxford Dictionary of Byzantium (1991) la considera un'imperatrice regnante nel periodo 842–856 ma afferma anche che Teoctisto esercitò il potere effettivo nel corso del regno di Teodora. Per J. B. Bury in A History of the Eastern Roman Empire (1912), la posizione di Teodora era molto simile a quella di Irene mentre era reggente di Costantino VI e il governo imperiale era esercitato congiuntamente da Teodora e dal figlio minorenne Michele III, con l'effettiva autorità imperiale affidata provvisoriamente alla madre. Nel 1825, Charles Abraham Elton annoverò Teodora tra i sovrani dello stato bizantino nella sua History of the Roman Emperors. Diversi studiosi recenti sostengono che Teodora fosse stata un'imperatrice regnante e non una mera reggente. Secondo Lynda Garland è difficile stabilire chi tra Teodora e Teoctisto fosse l'effettivo detentore del potere per conto di Michele III, ma in ogni caso il loro governo ottenne risultati positivi. Indipendentemente dal fatto che fosse il detentore effettivo del potere o un mero consigliere, è evidente che Teoctisto, importante funzionario imperiale di lunga data, ebbe un pesante influsso sulla politica imperiale durante la reggenza di Teodora. Le fonti attestano che Teodora gestì effettivamente questioni di stato, assumendo ministri e ufficiali nonché inviando ambasciatori in Bulgaria, agli Abbasidi e al Papato.
Le monete emesse nel primo anno della reggenza di Teodora mostrano, significativamente, la sola Teodora (non Michele III) sul dritto omettendo gli altri reggenti. Michele III e Tecla, la figlia maggiore, sono raffigurati sul rovescio. Teodora è la sola a cui viene attribuito un titolo su tali monete (quello di despoina). Ciò sembrerebbe confermare che fosse considerata l'effettiva sovrana. Queste monete raffigurano la reggente Teodora insieme ai figli associati al trono. Le monete, inoltre, associano al potere imperiale la figlia maggiore (messa in maggior rilievo rispetto a Michele), e sono una testimonianza che Tecla divenne co-imperatrice insieme a Michele. Un sigillo imperiale, risalente ai primi anni di reggenza, attribuisce il titolo "Imperatori dei Romani" non solo a Michele ma anche a Teodora e Tecla. Monete più tarde tendono a raffigurare Cristo Pantocratore da un lato e Teodora insieme a Michele dall'altro.

#### Restaurazione della venerazione delle icone

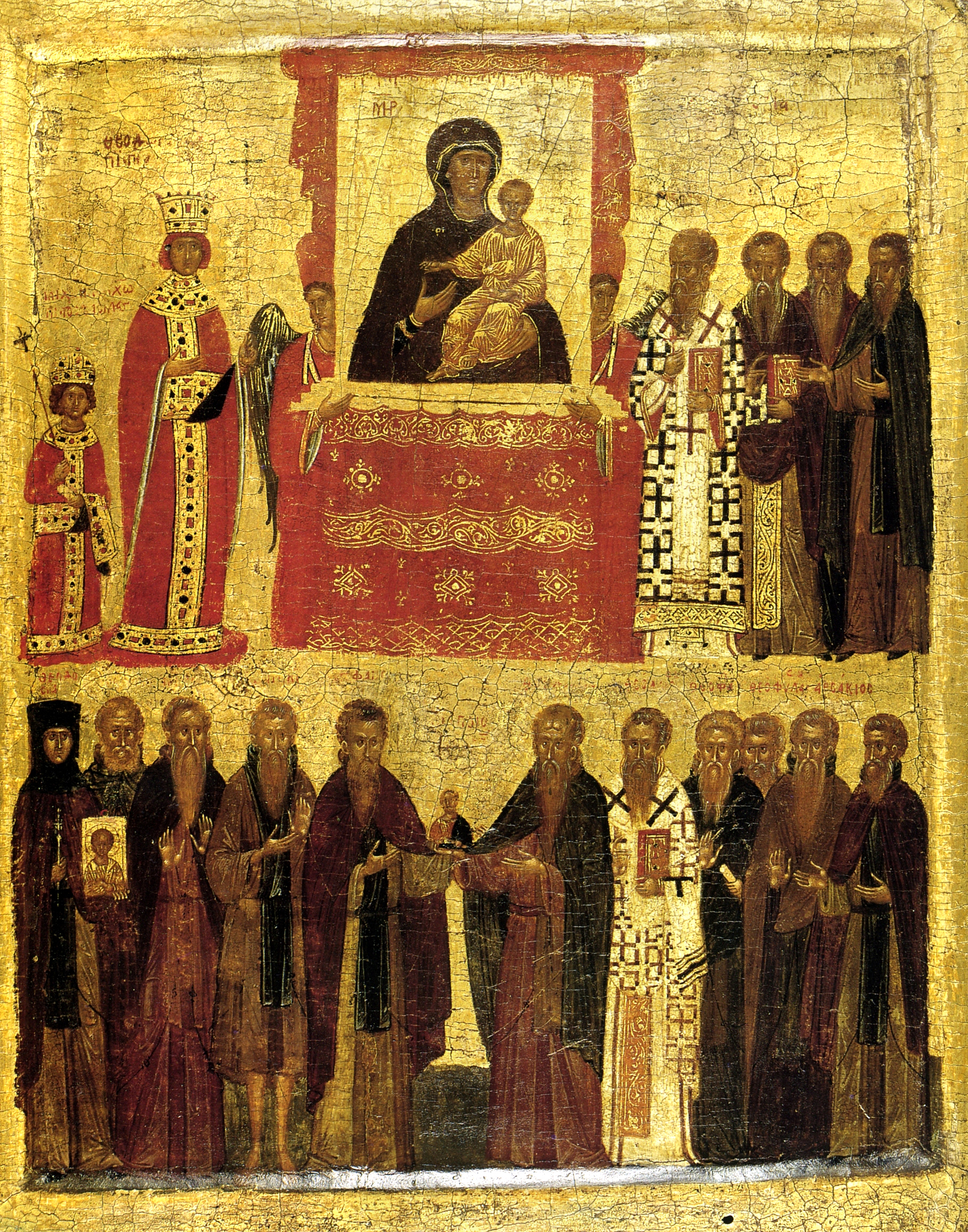
Icona, risalente al tardo XIV o a inizio XV secolo, del "Trionfo dell'Ortodossia" sull'iconoclasmo all'epoca di Teodora. Teodora e Michele III sono raffigurati in alto a sinistra mentre il Patriarca Metodio I è raffigurato in alto a destra.

Dal momento che aveva un appoggio considerevole, Teodora ristabilì la venerazione delle icone nel marzo 843 in occasione del Concilio di Costantinopoli, solo quattordici mesi dopo la morte di Teofilo, ponendo fine al secondo periodo iconoclasta bizantino (814–843). Nel tentativo di contrastare le opposizioni e riabilitare la memoria del marito, Teodora affermò che Teofilo si fosse pentito per il proprio iconoclasmo sul letto di morte. Questa versione dei fatti fu elaborata per impedire che l'iconoclasmo di Teofilo avesse ripercussioni negative sul regno di Michele negli anni successivi. Anche se la politica religiosa avrebbe dovuto essere stabilita in accordo con le massime autorità religiose, quasi tutti i vescovi dell'Impero erano stati costretti a professare l'Iconoclasmo. Di conseguenza Teodora radunò piuttosto un gruppo di ufficiali, cortigiani e di esponenti del clero. I membri più importanti dell'assemblea erano la stessa Teodora, Teoctisto, Niketiates e i due fratelli di Teodora; ciò lo rendeva più simile a una riunione di famiglia che non a un concilio con larga partecipazione. Il gruppo si riunì nella residenza di Teoctisto, dove condannarono l'Iconoclasmo.
Il patriarca di Costantinopoli, l'iconoclasta Giovanni VII, fu deposto e sostituito con l'iconofilo Metodio I. L'intero processo fu portato a termine senza particolari turbolenze, anche se in un primo momento Giovanni si era rifiutato di lasciare la residenza del patriarca e mostrò delle ferite allo stomaco sostenendo che gli sarebbero state inferte dalle guardie imperiali, anche se probabilmente furono dovute ad autolesionismo. Giovanni continuò a essere fonte di problemi anche mentre si trovava in esilio in un monastero sul Bosforo, ordinando a un servo di deturpare un'icona, atto che spinse Teodora a ordinare che fosse punito con 200 sferzate (anche se in un primo momento era intenzionata a farlo accecare). Subito dopo essere diventato patriarca, Metodio fece deporre la quasi totalità dei vescovi dell'Impero in quanto iconoclasti e quindi contrari alle deliberazioni del Secondo Concilio di Nicea. In data 11 marzo 843 la restaurazione della venerazione delle icone fu celebrata in una grandiosa processione alla Hagia Sophia. Il giorno della restaurazione delle icone venne da allora celebrato in occasione della Festa dell'Ortodossia.
Un atto simbolico compiuto per sancire la restaurazione del culto delle immagini fu la profanazione della tomba dell'Imperatore Costantino V (r. 741–775), uno dei principali esponenti dell'iconoclasmo. I suoi resti furono rimossi dalla tomba nella Chiesa dei Santi Apostoli, dati alle fiamme e dispersi, in modo che nessun sito potesse essere associato alla sua sepoltura. La sua tomba nella Chiesa dei Santi Apostoli fu sostituita con quella dell'Imperatrice Irene, le cui spoglie furono trasferite dal precedente luogo di sepoltura sull'isola di Prinkipos per ricongiungerle a quelle del marito e di altri imperatori. Non è da escludere che Teodora ammirasse Irene per essere stata imperatrice regnante nonché per aver ristabilito la venerazione delle icone per la prima volta. Negli anni successivi il sepolcro di Irene sarebbe stato commemorato come il luogo di sepoltura di un'eroina iconofila.

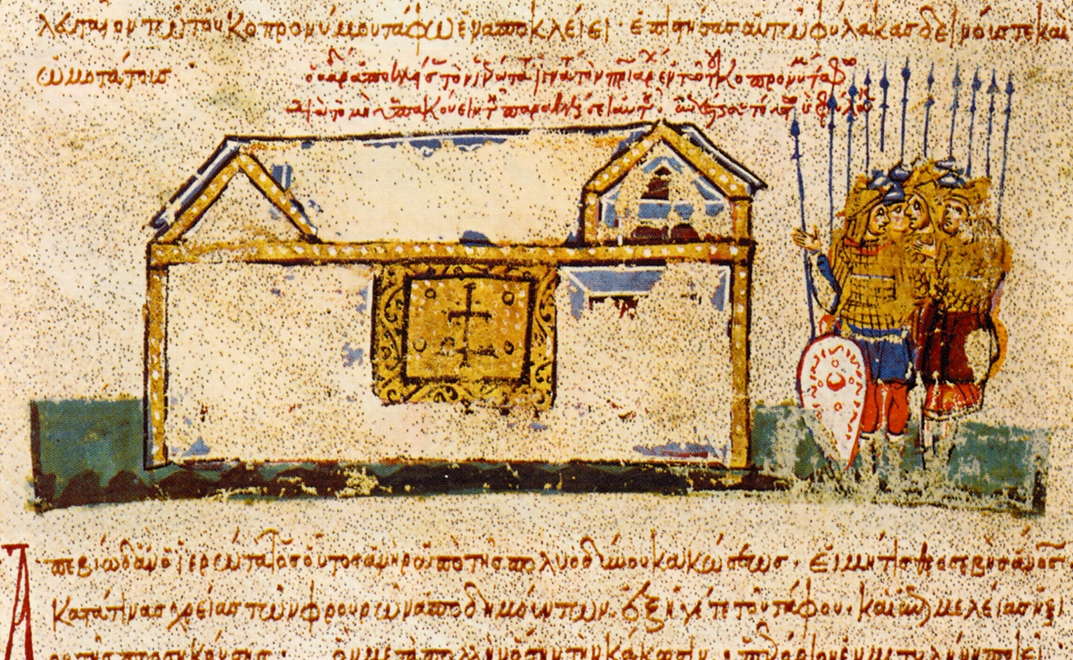
Soldati posti a guardia della tomba di Costantino V.

Anche se l'iconoclasmo ordinario scomparve rapidamente, emerse una minaccia religiosa più temibile, costituita dagli eretici Pauliciani, concentrati nell'Anatolia orientale. I Pauliciani erano dualisti e al contempo iconoclasti (dal momento che rigettavano interamente il mondo materiale). Non appena fece ristabilire il culto delle icone, Teodora non tardò a ordinare la conversione forzosa, o l'uccisione in caso di rifiuto, dei Pauliciani dell'Impero. Anche se alcuni si convertirono, migliaia di essi furono massacrati mentre molti fuggirono e ottennero la protezione di Umar al-Aqta, emiro di Melitene, che li insediò nelle deserte terre di frontiera tra il Califfato abbaside e l'Impero bizantino.

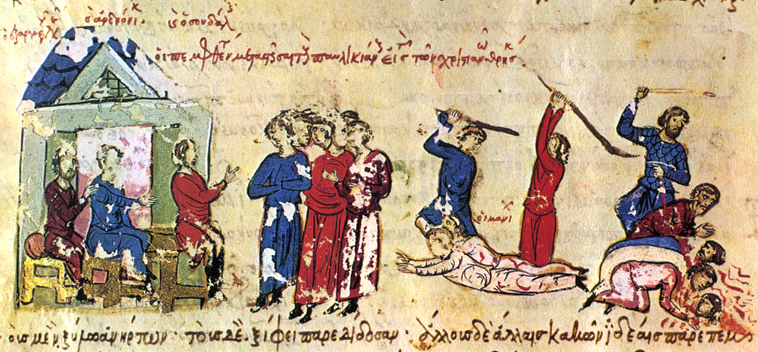
I Pauliciani vengono massacrati per ordine di Teodora.

#### Politica estera

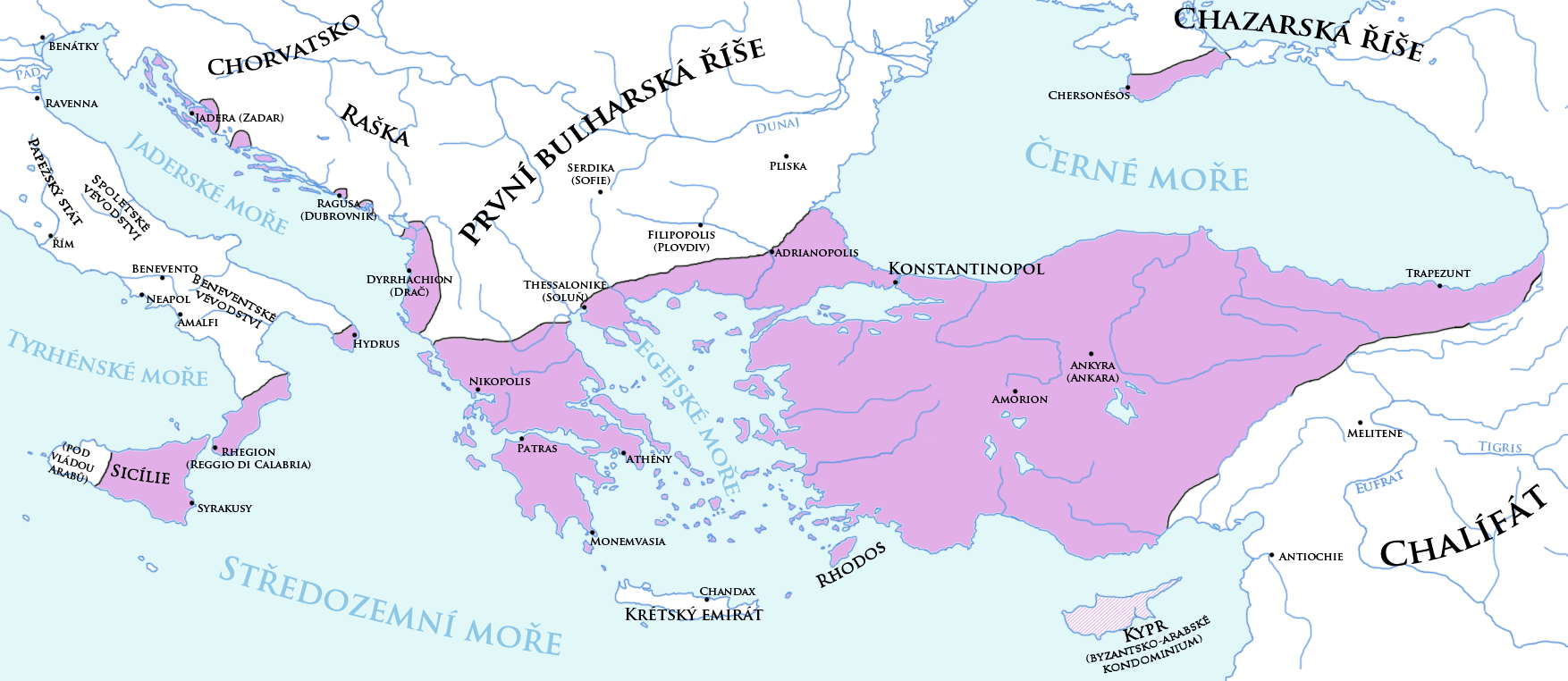
Mappa dell'Impero bizantino nell'842, all'inizio della reggenza di Teodora

Per dimostrare, con vittorie militari, che il ripristino dell'Ortodossia godeva del favore divino, Teodora nell'853 organizzò una spedizione per riconquistare l'isola di Creta, andata perduta alcuni decenni prima. Condotta da Nicetiate e Teoctisto, la spedizione iniziò con successi considerevoli: gli invasori sbarcarono con successo, assediarono ed espugnarono le fortezze arabe e recuperarono temporaneamente l'isola che divenne un thema. Tuttavia Teoctisto, preoccupato dalle voci che Teodora intendesse designare un nuovo imperatore, forse il fratello Bardas, abbandonò la campagna militare per far ritorno a Costantinopoli. Anche se le voci di corridoio si rivelarono false, Teoctisto non poté far ritorno a Creta perché giunsero notizie dell'invasione dell'Asia Minore condotta da Umar al-Aqta emiro di Malatya. Teoctisto fu inviato alla testa di un esercito per fronteggiarlo, ma uscì sconfitto nella conseguente Battaglia di Mauropotamos. Nell'854, gli Arabi di Creta contrattaccarono e annientarono l'esercito invasore bizantino uccidendo Nicetiate. I Bizantini avevano perduto a Mauropotamos in parte per le diserzioni in favore degli Arabi, per le quali Teoctisto incolpò Bardas e convinse Teodora a espellerlo dalla corte. Preoccupata forse delle possibili ambizioni personali del fratello Bardas, Teodora non ebbe particolari titubanze nel prendere la decisione di esiliarlo. Malgrado i suoi fallimenti, Teoctisto non perse prestigio e rimase influente alla corte imperiale. Non vi fu alcun uso significativo dei rovesci militari a fini propagandistici da parte degli iconoclasti e la venerazione delle icone perdurò indisturbata.
Se si eccettuano alcune incursioni minori in oriente e il proseguimento delle ostilità in Sicilia, lo stato bizantino non fu esposto a particolari minacce da parte araba nel corso della reggenza di Teodora, godendo un periodo prolungato di pace relativa. Nell'846 il Khan Presiano di Bulgaria devastò la Macedonia e la Tracia alla scadenza del trattato trentennale con i Bizantini, ma fu respinto e costretto a firmare un nuovo trattato. Teodora organizzò una spedizione nell'848 con lo scopo di espellere gli invasori arabi dalla Sicilia, ma fu sconfitta dagli Arabi. Nelle estati dall'851 all'854, Ali ibn Yahya al-Armani, emiro di Tarso, devastò i territori imperiali, forse considerando un segno di debolezza il fatto che lo stato bizantino fosse governato da una vedova e dal figlio minorenne. Anche se le incursioni di Ali fecero danni limitati, Teodora ordinò di effettuare delle incursioni punitive sulle coste dell'Egitto nell'853 e 854. Nell'853 un'incursione bizantina diede alle fiamme la città egiziana di Damietta, mentre nell'855 un esercito bizantino invase l'emirato di Ali e saccheggiò la città di Anazarbo, facendo 20 000 prigionieri. Per ordine di Teoctisto diversi prigionieri che avevano rifiutato di convertirsi al cristianesimo vennero giustiziati. Secondo cronisti posteriori, tali successi, in particolare il sacco di Anazarbo, impressionarono anche gli Arabi.

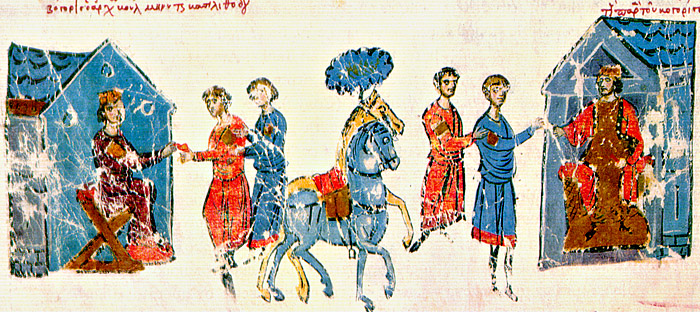
Raffigurazione degli ambasciatori intenti nelle negoziazioni tra Teodora e Boris I di Bulgaria tratta dallo Scilitze di Madrid

Subito dopo il sacco di Anazarbo, Boris I di Bulgaria minacciò di riprendere le ostilità con Bisanzio anche perché la tregua stava per scadere, ma fu convinto a rinnovarla senza dover ricorrere ad azioni militari. Cronache tarde, probabilmente fantasticando, sostennero che Teodora avesse minacciato Boris che avrebbe condotto di persona l'esercito bizantino contro di lui qualora avesse invaso l'Impero, aggiungendo che un'eventuale vittoria di Boris su una donna non sarebbe stato considerato un grande risultato.
Alla fine della reggenza di Teodora, l'Impero aveva prevalso sia sulla Bulgaria sia sul Califfato abbaside. A qualche punto le tribù slave insediatesi nel Peloponneso erano state costrette a versare un tributo. Malgrado gli alti stipendi concessi ai soldati, per opera di Teofilo, Teodora conservò un piccolo surplus nel bilancio imperiale riuscendo anche a incrementare, seppur modestamente, le riserve auree imperiali.

#### Perdita del potere

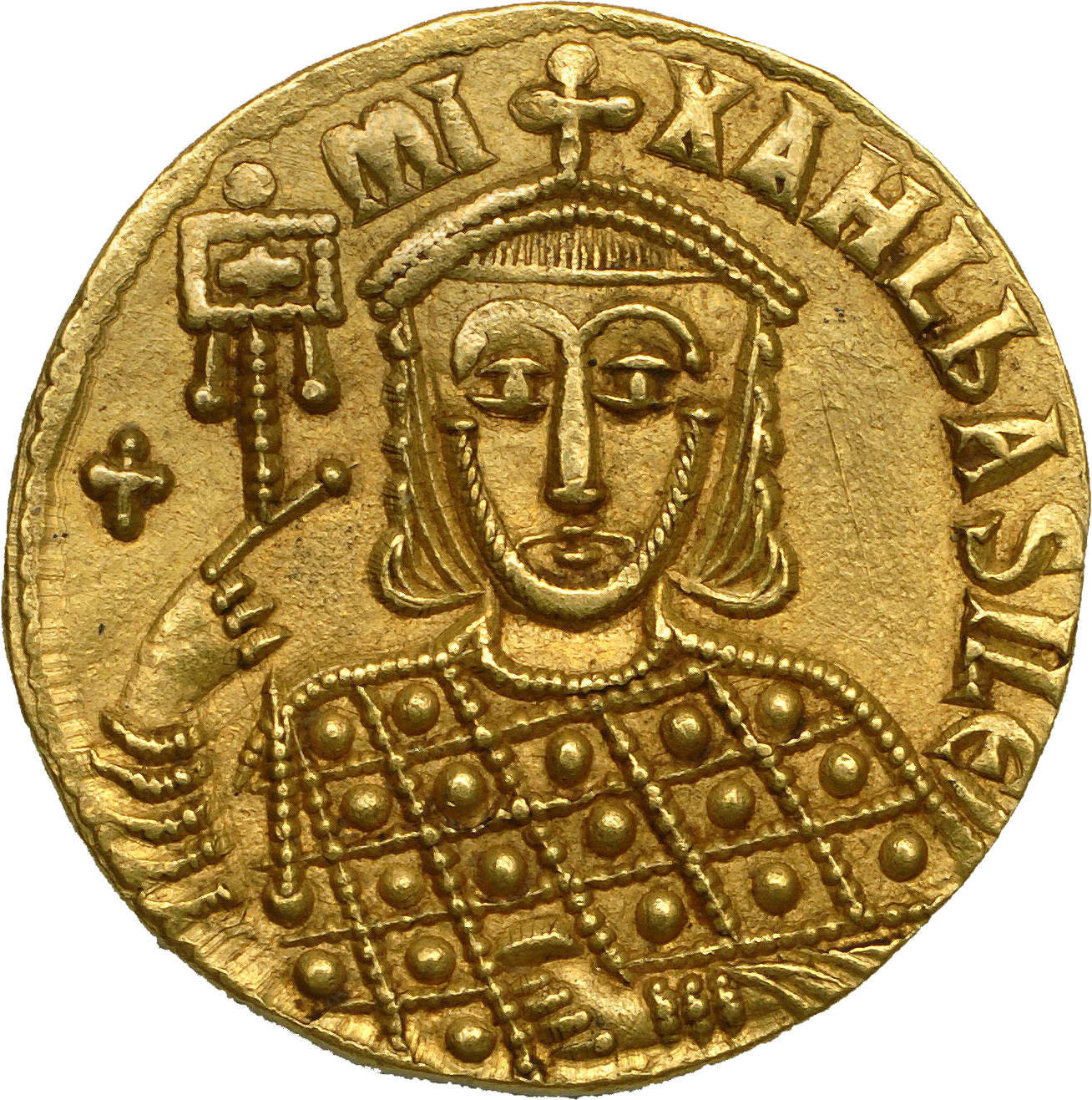
Solido di Michele III come imperatore effettivo, datato al 856 – 867

Michele III compì quindici anni nell'855, avvicinandosi alla maggiore età. Pare che i suoi principali interessi fossero le corse dei carri, l'ubriacarsi e la relazione con l'amante Eudocia Ingerina, anche se diversi aneddoti relativi alla sua dissolutezza vengono ritenuti frutto di esagerazione, se non di invenzione, da parte delle fonti tendenziose del periodo della dinastia macedone, intenzionate a diffamarlo al fine di giustificare la sua detronizzazione per mano di Basilio I. Nella speranza che il matrimonio potesse contribuire a ricondurlo sulla retta via, Teodora organizzò una sfilata delle spose per il figlio. Anche se a Eudocia Ingerina fu concesso di partecipare, Teodora e Teoctisto la squalificarono, presumibilmente in quanto non vergine. Michele sposò poi, controvoglia, Eudocia Decapolitissa. In ogni caso, il sovrano continuò a intrattenere rapporti sessuali con l'amante Eudocia Ingerina, dalla quale, secondo alcune maldicenze, potrebbe aver avuto dei figli illegittimi.
Infastidito per non aver potuto scegliere la propria moglie, Michele decise di liberarsi dei suoi reggenti, tra cui la madre. Michele era anche preoccupato per le voci infondate secondo cui Teodora intendesse risposarsi, presumibilmente con Teoctisto, oppure obbligare una delle sorelle di Michele a sposare qualche nobile. Queste voci, messe in giro da Bardas, arrivarono a insinuare che Teodora, seguendo le orme di Irene, intendesse mantenere il potere, accecando e detronizzando Michele. Dopo diversi anni in esilio, Bardas fu richiamato nella capitale da Michele e insieme tramarono l'assassinio di Teoctisto nel novembre 855. La cospirazione, appoggiata da Kalomaria (una delle sorelle di Teodora) e Teofane (responsabile del guardaroba), potrebbe non avere avuto l'intenzione originaria di uccidere Teoctisto, ma piuttosto di umiliarlo e costringerlo all'esilio. In un momento critico, tuttavia, Michele urlò alle proprie guardie di uccidere Teoctisto. Secondo gli scritti più tardi di Giuseppe Genesio, Teodora apprese di ciò che stava succedendo e si precipitò a salvare Teoctisto, ma fu intimidita e fermata da uno dei cospiratori.
Per via della perdita del suo amico e confidente, Teodora rimase furiosa e rancorosa con Michele e gli altri cospiratori per diversi mesi. Si narra che avesse rimproverato il figlio per aver ucciso colui che gli aveva fatto da secondo padre. Non essendo riuscito a placare sua madre, Michele si proclamò imperatore unico il 15 marzo 856, deponendola formalmente e privandola del rango di Augusta. A fornire il pretesto per la deposizione di Teodora potrebbe essere stato il suo presunto coinvolgimento in un complotto per assassinare Bardas. Non è da escludere che alcuni senatori intendessero riportarla al potere, ma Teodora avrebbe rifiutato la loro proposta. Teodora accettò la sua deposizione, intendendo evitare una guerra civile, consapevole dei danni che avrebbe provocato, e si ritirò a vita privata.

### Ritiro, morte e lascito
Teodora continuò a risiedere nel palazzo imperiale fino all'857 o 858, quando vi fu scacciata con le sorelle di Michele e confinata in un convento a Gastria, malgrado il Patriarca Ignazio avesse rifiutato di tonsurarle dal momento che erano state fatte monache contro la loro volontà. Fonti più tarde attestano che durante il suo esilio, Teodora ricevette la visita di diversi uomini che le avevano chiesto protezione per varie ragioni e li aiutò. Non è da escludere che le fu permesso di uscire dal monastero intorno all'863 e di svolgere un ruolo cerimoniale. Potrebbe esserle stato restituito il titolo di Augusta. Teodora continuò a provare risentimento nei confronti di Bardas, diventato uno dei principali ministri di Michele. Intorno all'866, gli inviò una tunica intenzionalmente troppo stretta per lui e con una pernice d'oro su di essa, interpretata da Bardas come segno di malafede.
Verso la fine delle loro vite, Teodora e Michele si riconciliarono. Nell'autunno dell'867, Teodora organizzò una cena con Michele fissandola per il 25 settembre, ma la cena non ebbe luogo perché Michele era stato assassinato dall'amico e coimperatore Basilio I la sera prima. Teodora diffidava da molto tempo di Basilio ma era impotente. Si spense intorno all'867, poco tempo dopo l'assassinio di Michele. L'ultima occasione in cui è attestata fu in occasione della sepoltura di Michele. Fu sepolta nel convento di Gastria. Dal monastero di Gastria, secondo il Sinassario, i suoi resti furono prelevati dai veneziani il 14 maggio del 1489 e trasportati a Paramythia in Epiro dove rimasero fino al 1496 quando furono portate a Corfù dal sacerdote Gregorio Kalohairetis. Dal 1841 sono conservati nella ricostruita chiesa cattedrale di Corfù della Vergine Speliotissa. I suoi resti sono tra i pochissimi rimasti integri di un imperatore romano (oltre ai suoi si ricordano quelli di alcuni membri della dinastia teodosiana in Occidente nel mausoleo onoriano).
Teodora godette di grande reputazione presso i posteri, soprattutto per aver posto fine all'Iconoclasmo e per le negoziazioni condotte con successo con le potenze estere. Teodora è considerata una santa dalla Chiesa ortodossa, commemorata in data 11 febbraio per la restaurazione delle icone. Lynda Garland valutò Teodora come una donna di carattere, che non aveva timori a esprimere la propria opinione quando necessario, e pienamente in grado di governare lo stato bizantino.
Nel 2022 la Chiesa episcopale aggiunse ufficialmente Teodora nel suo calendario liturgico dopo quattro anni preliminari di prova.

## Discendenza
Dal suo matrimonio con Teofilo ebbe sette figli, due maschi e cinque femmine: 
- Costantino (831 - 835), coimperatore dall'833 all'835 circa;
- Tecla (n. 831 - m. dopo l'870), che nominò co-imperatrice e Augusta;
- Anna (n. circa 832), esiliata nel monastero di Gastria nell'856 e mai richiamata;
- Anastasia (n. circa 833), che seguì la sorte della sorella Anna;
- Pulcheria (n. circa 836), che seguì la sorte delle sorelle Anna ed Anastasia;
- Maria (n. circa 838), fidanzata con il Cesare Alessio Mosele, comandante della flotta bizantina in Sicilia e più tardi accusato di cospirazione per salire al trono; Maria venne costretta a ritirarsi nel monastero di Gastria e non era più viva quando anche le sorelle vi furono esiliate.
- Michele III (840 - 867), imperatore.